# Křížová cesta České Budějovice – Dobrá Voda
Zaniklá křížová cesta z Českých Budějovic do Dobré Vody vedla z města na východ přes obec Suché Vrbné a byla dlouhá přibližně 4 kilometry. Jediná dochovaná kaple této cesty je chráněna jako nemovitá kulturní památka.

## Historie

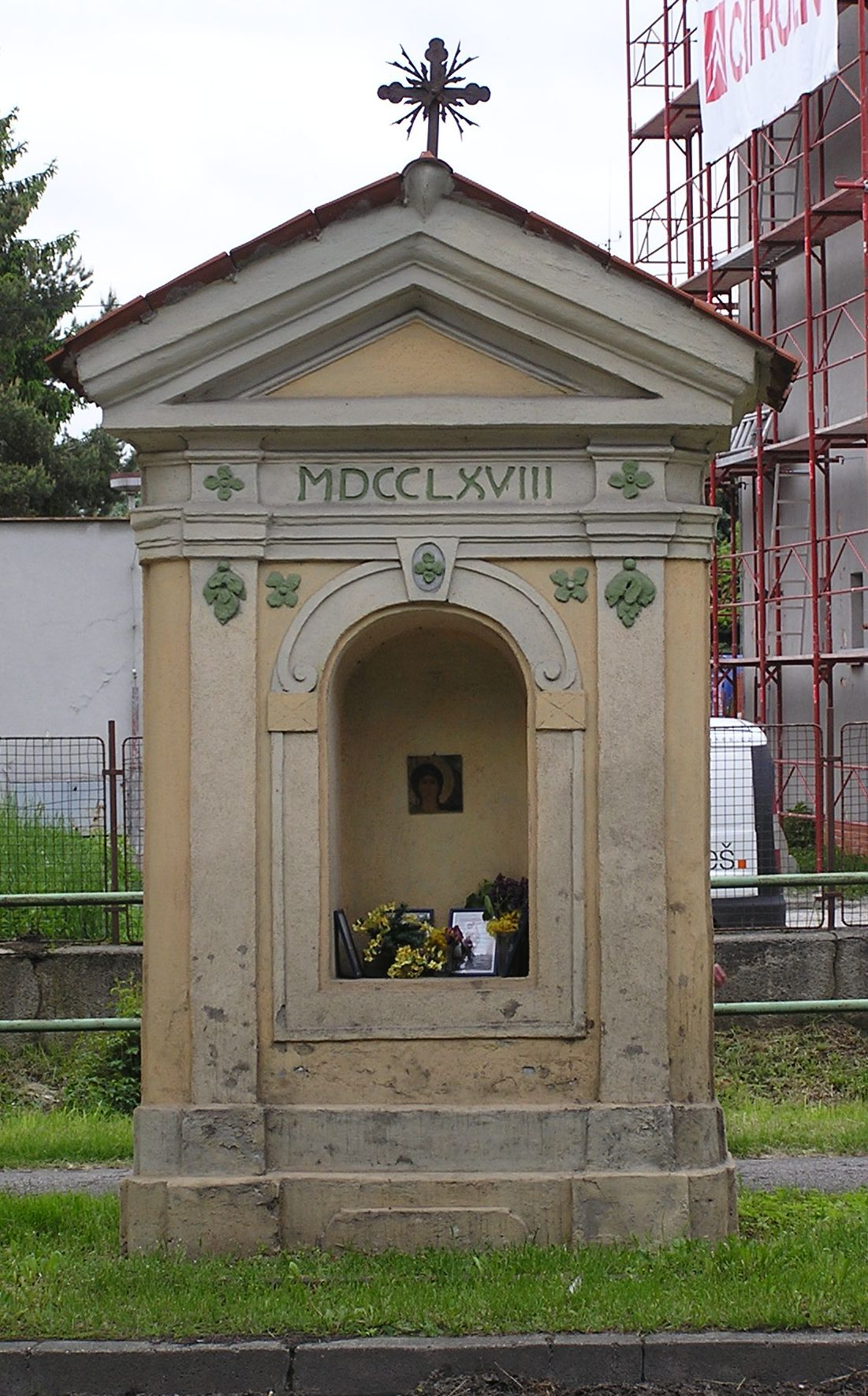
Suché Vrbné, kaplička na Dobrovodské

Křížovou cestu tvořila řada barokních zděných výklenkových kaplí postavených roku 1768. Cesta vycházela z Českých Budějovic a vedla k Poutnímu místu v Dobré Vodě. Z řady kapliček se dochovala jediná v obci Suché Vrbné na Dobrovodské ulici a informace o následující výklenkové kapli, která byla roku 1853 přestavěna na kapli se zvoničkou a 3. dubna 1955 zbourána v souvislosti s úpravou náměstí, „protože ruší přehled provozu a není žádnou pamětihodností“. Obě kapličky byly od sebe vzdáleny asi 300 metrů.
„…V naší vesnici byly dvě kapličky, jedna od vedoucí před mnoha léty křížové cesty do Dobré Vody a sice na místě dnešní kaple, a druhá před chalupou Lupauera čp. 1 (Lohbauera)…“ Původně bylo plánováno jednu kapličku zvětšit na zvoničku a druhou zbourat, ta určená ke zbourání se jako jediná dochovala. Stojí po levé straně ulice Dobrovodské před odbočkou ulice J. Dobrovského, druhá kaple-zvonička stála na náměstí v místech parkoviště před obchodním domem s točnou trolejbusů. 21. září 1853 byla na ní zřízena věžička a do ní pořízen zvonek.
Z Českých Budějovic vycházela cesta ze zaniklé Vídeňské brány v místech ulice Karla IV. a pokračovala ulicí Průmyslová, která byla v jedné linii s ulicí Dobrovodskou. Mezi roky 1827 a 1836 byla tato linie přerušena Koněspřežnou drahou. Za Suchým Vrbným pokračovala cesta podél Dobrovodského potoka do Dobré Vody k Mariánskému pramenu na Lázeňské ulici, nad kterým byla roku 1769 postavena kaplička, přestavěná roku 1830.